# رجل وامرأة (فلم)
رجل وامرأة (بالإنجليزية: A Man and a Woman) هو فيلم دراما تم إنتاجه في فرنسا وصدر في سنة 1966.

## الميزانية والإيرادات
حقق أرباحا تقدر بـ 14,000,000 (domestic) دولار.

### ترشيحات وجوائز
| السنة | الحدث  | الفئة           | النتيجة  |
| ----- | ------ | --------------- | -------- |
|       | أوسكار | أفضل فيلم أجنبي | فـــــوز |

## وصلات خارجية
- مقالات تستعمل روابط فنية بلا صلة مع ويكي بيانات